# Barbie (film)
Barbie je americký komediální satirický film z roku 2023 režisérky Grety Gerwig, která k němu také spolu s Noahem Baumbachem napsala scénář. Je inspirován charakterem stejnojmenné panenky Barbie od společnosti Mattel. Hlavní role ve filmu ztvárnili Margot Robbie jako Barbie a Ryan Gosling jako Ken, kteří se vydají na cestu sebepoznání. Ve vedlejších rolích dále účinkují America Ferrera, Kate McKinnonová, Issa Rae, Rhea Perlman, Will Ferrell, Simu Liu a Michael Cera.
Film měl ve Spojených státech premiéru dne 21. července 2023, v Česku o den dříve, je distribuován americkou společností Warner Bros. Jeho současné uvedení s filmem Oppenheimer, tonální a žánrový kontrast obou filmů vedl k fenoménu „Barbenheimer“ na sociálních sítích, což mělo za následek, že mnoho diváků vidělo oba filmy s minimálním odstupem. Film získal pozitivní recenze od kritiků a celosvětově vydělal přes 1,44 miliardy dolarů, čímž se stal nejvýdělečnějším filmem roku 2023, nejvýdělečnějším filmem režírovaným výhradně ženou, nejvýdělečnějším filmem společnosti Warner Bros. všech dob, 14. nejvýdělečnějším filmem na světě a nejvýdělečnější komedií všech dob.
Organizace National Board of Review a Americký filmový institut zařadily film do žebříčku deseti nejlepších filmů roku 2023 a získal mnoho ocenění a nominací, včetně osmi nominací na Oscara (včetně nominace na nejlepší film), tří cen Grammy a dvou Zlatých glóbů.

## Příběh
Snímek se odehrává v utopické zemi „Barbie Land“, kde žijí dokonalé postavy, Barbie a Kenové. Hlavní hrdinka Barbie (Margot Robbie) prožívá tradiční dokonalý den v dokonalém domě a světě. Její přítel Ken (Ryan Gosling) je závislý na pozornosti Barbie a neřeší nic jiného. Jednoho dne se Barbie probudí do světa, ve kterém neexistují pouze holčičí party a prosluněné nicnedělání. Přepadnou ji myšlenky na smrt, zjistí, že má ploché nohy a celulitidu. Od „divné" Barbie (Kate McKinnon) se dozví, že jediný způsob, jak svou existenční krizi vyřešit, je vydat se do skutečného světa za dívkou, která si s ní hraje a nejspíš také ovlivňuje její depresi. Na cestu sebepoznání se vydává i s Kenem, aby zjistila, že ve skutečném světě neplatí pravidla žen, ale naopak – je ovládán výhradně muži. Aby napravila svůj svět, vydává se za svou majitelkou, ale také (nedobrovolně) do firmy Mattel, která panenky Barbie vyrábí. Mezitím se Ken inspiruje patriarchálním uspořádáním skutečného světa a rozhodne se jej zavést i v Barbie Landu, který přejmenuje na Kendom. Barbie se vrací se svou reálnou majitelkou a její dcerou do Barbie Landu, který ale vypadá docela jinak, než jak jej znala. Rozhodne se proto navrátit svůj svět do původní podoby.

## Obsazení

### Herci
- Margot Robbie jako stereotypní Barbie (český dabing: Jolana Smyčková)

- Ryan Gosling jako Ken (český dabing: Filip Jančík)[11]
- America Ferrera jako Gloria, zaměstnankyně společnosti Mattel, která objeví Barbie v opravdovém světě[12]
- Různé variace Barbie:
  - Kate McKinnonová jako divná Barbie[13]
  - Issa Rae jako prezidentka Barbie[14]
  - Hari Nef jako doktorka Barbie
  - Alexandra Shipp jako spisovatelka Barbie[15]
  - Emma Mackey jako fyzička Barbie[16]
  - Sharon Rooney jako právnička Barbie[14]
  - Dua Lipa jako mořská panna Barbie[17]
  - Nicola Coughlanová jako diplomatka Barbie[14]
  - Ana Cruz Kayne jako soudkyně Barbie[14]
  - Ritu Arya jako novinářka Barbie[14]
- Různé variace Kena:
  - Kingsley Ben-Adir jako basketbalista Ken[14]
  - Simu Liu jako turista/rival Ken[18]
  - Scott Evans jako stereotypický Ken[14]
  - Ncuti Gatwa jako umělec Ken[19]
  - John Cena jako Kenmaid, mořský muž Ken[20][21]
- Rhea Perlman jako Ruth Handler, tvůrkyně Barbie
- Will Ferrell jako CEO společnosti Mattel[22]
- Connor Swindells jako Aaron Dinkins, stážista společnosti Mattel
- Michael Cera jako Allan
- Ariana Greenblatt jako Sasha, dcera Glorie
- Helen Mirrenová jako vypravěčka[23]
- Jamie Demetriou jako zaměstnanec společnosti Mattel
- Emerald Fennellová jako Midge,[14]
- Ann Roth jako starší žena na pláži}}

## Produkce

### Vývoj
Vývoj filmu založeného na řadě hraček Barbie započal v září 2009, kdy bylo oznámeno, že společnost Mattel podepsala partnerství na vývoji projektu s Universal Pictures a Laurencem Markem jako producentem, ale žádný projekt z toho nevznikl. V dubnu 2014 se Mattel spojil se Sony Pictures, aby produkoval film, k němuž měla Jenny Bicksová napsat scénář a Laurie Macdonald a Walter F. Parkes jej měli produkovat prostřednictvím společnosti Parkes+MacDonald Image Nation, kterou vytvořili. Natáčení v té době mělo začít do konce roku. V březnu 2015 byl do projektu zapojen Diablo Cody, aby přepracoval scénář a Amy Pascal se připojila k produkčnímu týmu. Sony později téhož roku znovu nechalo přepsat scénář a najala Lindsey Beer. Berta V. Royal a Hillary Winston, aby napsali samostatné návrhy.
V prosinci 2016 byla do hlavní role obsazena Amy Schumer, přičemž byl použit scénář Winston, který přepsala Schumer se svou sestrou Kim Caramele. V březnu 2017 Schumer odstoupila z projektu kvůli konfliktům v plánování se začátkem natáčení v červnu 2017; v roce 2023 prozradila, že projekt opustila kvůli tvůrčím rozdílům s tehdejšími producenty filmu. Července téhož roku byla pro titulní roli zvažována Anne Hathawayová, přičemž společnost Sony najala Olivii Milch, aby přepsala scénář, a oslovila Aletheu Jonesovou, aby film režírovala, aby přitáhli Hathawayovou. Jonesová se oficiálně jako režisérka přidala v březnu 2018. Nicméně po vypršení práv Sony na projekt v říjnu 2018 a jeho převodu na Warner Bros. Pictures došlo k odchodu Hathawayové, Jonesové, Macdonalda, Parkese a Pascalové. Jako o představitelce titulní role se hovořilo o Margot Robbie, přičemž Patty Jenkinsová byla krátce zvažována jako režisérka. Obsazení Robbie bylo potvrzeno v červenci 2019 a scenáristy se stali Greta Gerwig a Noah Baumbach. V červenci 2021 bylo oznámeno, že Gerwig bude také režisérkou filmu. Robbie uvedla, že cílem filmu je rozvrátit očekávání a dát divákům „to, o čem jste nevěděli, že chcete“.

### Casting
V říjnu 2021 bylo oznámeno, že Ryan Gosling ztvární ve filmu roli Kena. America Ferrera, Simu Liu a Kate McKinnonová byli obsazeni v únoru 2022. Liu se zúčastnil konkurzu poté, co jeho agent označil scénář jako jeden z nejlepších, jaký kdy četl. V březnu 2022 bylo oznámeno, že se k obsazení přidávají Ariana Greenblatt, Alexandra Shipp a Emma Mackey. Will Ferrell se k obsazení připojil v dubnu 2022, spolu s ním také Issa Rae, Michael Cera, Hari Nef, Kingsley Ben-Adir, Rhea Perlman, Ncuti Gatwa, Emerald Fennell, Sharon Rooney, Scott Evans, Ana Cruz Kayne, Connor Swindells, Ritu Arya a Jamie Demetriou.
Během procesu castingu Gerwig a Robbie hledaly herečky s „Barbie energií“ (která je popisována jako „určitá nevýslovná kombinace krásy a bujnosti“). Mackey při rozhovoru v časopisu Empire v roce 2022 oznámila, že velká část herců ve vedlejších rolích bude hrát různé variace Barbie a Kena. V rozhovoru pro magazín Vogue v květnu 2023 Robbie prozradila, že chtěla herečku Gal Gadot jako Barbie, ale Gadot nebyla k dispozici kvůli jiným projektům. Helen Mirrenová namluvila trailer k filmu a také se ve filmu objeví v krátké cameo roli.

### Kostýmy
Návrhářkou kostýmů je Jacqueline Durranová, která s Gerwig dříve spolupracovala na filmu Malé ženy (2019).

### Kulisy
Mezi kulisami Barbie domu se objevily také ručně foukané džbány české značky Klimchi.

### Natáčení
Natáčení začalo dne 22. března 2022 v Leavesdenských filmových ateliérech ve Spojeném království a skončilo 21. července 2022. K místům, kde se natáčelo dále patří např. skatepark ve Venice Beach v Los Angeles v Kalifornii. Před natáčením Gerwig zorganizovala přespání pro všechny herečku ve filmu, aby navázaly pozitivní vztahy a zároveň měly pocit, že „to byl ten nejzábavnější způsob, jak všechno rozjet“.

### Hudba
V květnu 2023 bylo oznámeno, že společně s filmem vyjde také oficiální soundtrackové album. Album bude vydáno 21. července 2023 společně s filmem. Album bylo sestavováno Markem Ronsonem.
Když bylo oznámeno, že společně s filmem vyjde také album, fanoušci očekávali, že jeho součástí bude také píseň Barbie Girl norsko-dánské skupiny Aqua, avšak manažer zpěvačky Lene Nystrømové oznámil, že píseň součástí filmu nebude. Americký časopis Variety spekuloval, že důvodem může být soudní roztržka z přelomu milénia mezi Mattelem, jež vlastní značku Barbie, a MCA Records, jež je vydavatelem zmíněné písně.
| č.  | Název písně                 | Umělec/Umělci                  | Datum zveřejnění  |
| --- | --------------------------- | ------------------------------ | ----------------- |
| 1.  | „Pink“                      | Lizzo                          | 21. července 2023 |
| 2.  | „Dance at Night“            | Dua Lipa                       | 26. května 2023   |
| 3.  | „Barbie World“              | Nicki Minaj a Ice Spice s Aqua | 23. června 2023   |
| 4.  | „Speed Up“                  | Charli XCX                     | 30. června 2023   |
| 5.  | „Watati“                    | Karol G, feat. Aldo Ranks      | 2. června 2023    |
| 6.  | „Man I Am“                  | Sam Smith                      | 21. července 2023 |
| 7.  | „Journey to the Real World“ | Tame Impala                    | 21. července 2023 |
| 8.  | „I'm Just Ken“              | Ryan Gosling                   | 21. července 2023 |
| 9.  | „Hey Blondie“               | Dominic Fike                   | 21. července 2023 |
| 10. | „Home“                      | Haim                           | 21. července 2023 |
| 11. | „What I Was Made For“       | Billie Eillish                 | 13. července 2023 |
| 12. | „Forever & Again“           | The Kid Laroi                  | 21. července 2023 |
| 13. | „Silver Platter“            | Khalid                         | 21. července 2023 |
| 14. | „Angel“                     | PinkPantheress                 | 9. června 2023    |
| 15. | „Butterflies“               | Gayle                          | 21. července 2023 |
| 16. | „Choose Your Fighter“       | Ava Max                        | 21. července 2023 |
| 17. | „Barbie Dreams“             | Fifty Fifty feat. Kali         | 7. července 2023  |

## Uvedení

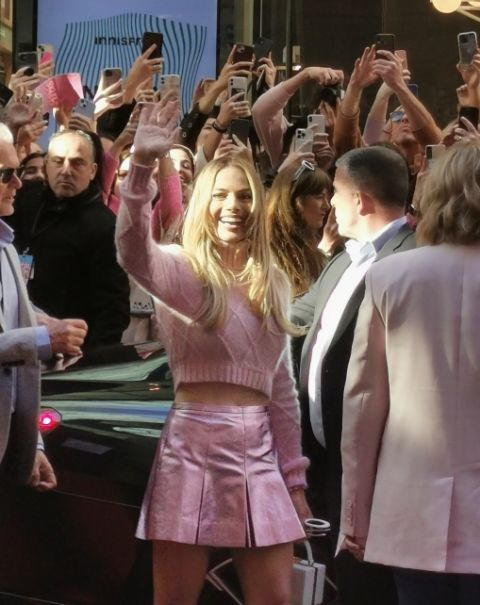
Margot Robbie na premiéře filmu v Sydney

Premiéra filmu je stanovena na 21. července 2023, kdy byl film uveden do kin. Světová premiéra s „růžovým“ kobercem proběhla 9. července 2023 v Los Angeles. V Česku proběhla premiéra filmu 20. července 2023. Film je distribuován americkou společností Warner Bros.

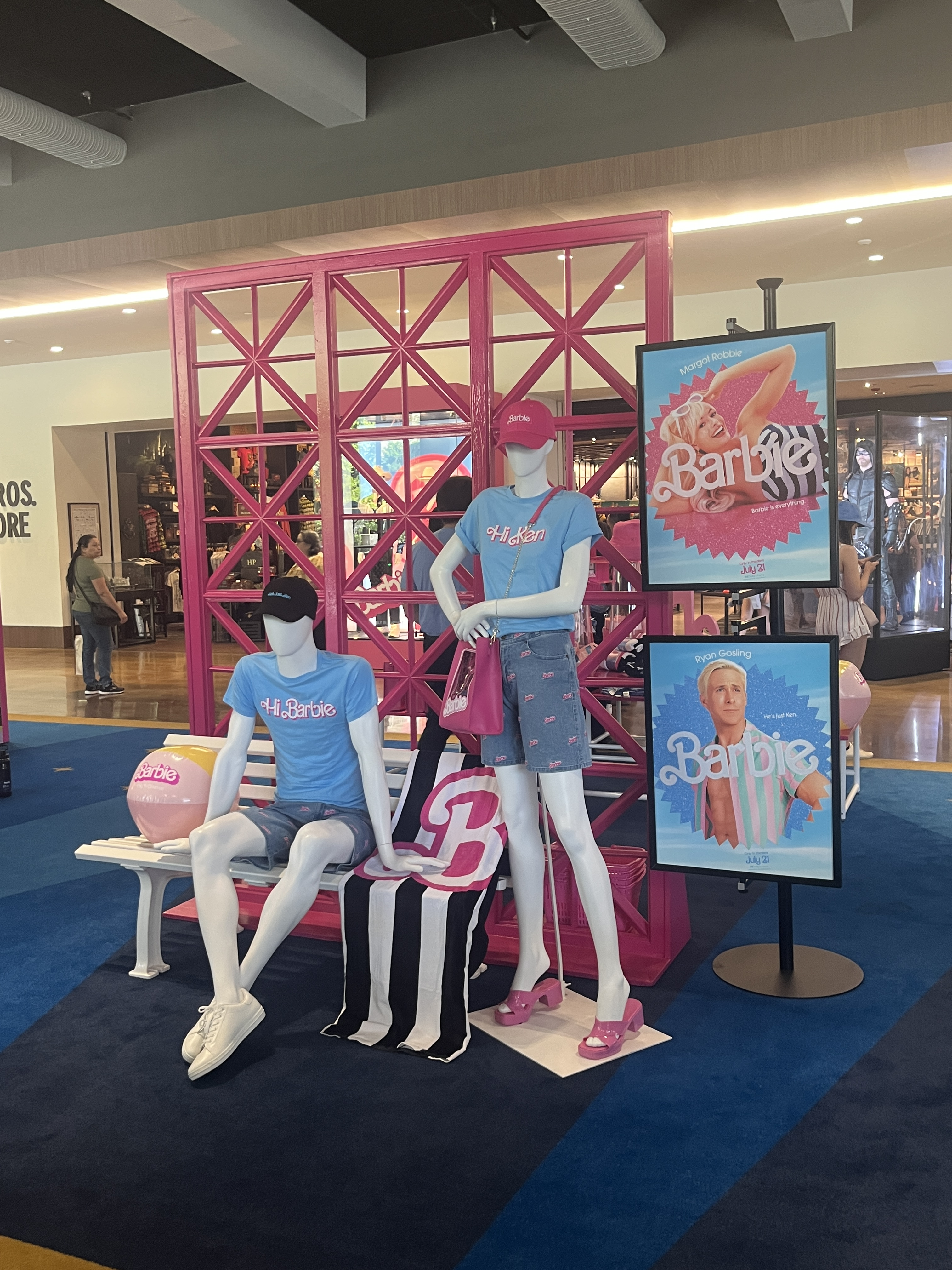
Merchandising společnosti Warner Bros. k filmu

### Marketing
Teaser filmu vyšel 16. prosince 2022. Jedná se o parodii scény „Dawn of Man“ z filmu 2001: Vesmírná odysea, kde panenka Barbie představuje mimozemský monolit a je obklopena malými dívkami, které si přestanou hrát s klasickými panenkami. 4. dubna 2023 bylo na sociálních sítích Barbie, samotného filmu a některých účinkujících zveřejněno čtyřiadvacet plakátů představující Barbie a Keny s jejich stručnými popisy společně s prvním trailerem k filmu. Zmíněné plakáty se rychle šířily internetem, protože internetoví uživatelé z nich tvořili vlastní varianty plakátů ať už pro sebe sama nebo pro veřejně známé osobnosti. Druhý oficiální trailer k filmu byl vydán 25. května 2023 a byl to právě ten, který nastínil dějství filmu.

#### Oppenheimer
Film byl uveden ve stejný den jako film Oppenheimer, životopisný thriller režiséra Christophera Nolana, natočený o osobě Roberta Oppenheimera, jaderného fyzika, který se podílel na vývoji prvních jaderných zbraní. Vzhledem k tonálnímu a žánrovému kontrastu obou filmů se mnoho uživatelů sociálních sítí pustilo do vytváření memů o tom, jak oba filmy reprezentují odlišné publikum. Tento fenomén je nazýván „Barbenheimer“.

## Cenzura

### Vietnam
Dne 3. července 2023 vietnamská státní média Tuổi Trẻ citovala Vi Kiến Thànha, který má na starosti vietnamský státní orgán udělující licenci a cenzuru zahraničním filmům, a ten oznámil, že film Barbie nebude ve Vietnamu uveden, protože se v něm vyskytuje „urážlivý obrázek linie devíti čar“. Noviny Tiền Phong uvedly, že linie devíti čar se „ve filmu objevuje vícekrát“. Film měl být ve Vietnamu původně uveden dne 21. července.

### Filipíny
Když se zpráva o vietnamském zákazu dostala na Filipíny, senátor Francis Tolentino, místopředseda filipínského senátního výboru pro zahraniční vztahy, řekl CNN Philippines, že Barbie může být v zemi také zakázána, protože „znevažuje“ filipínskou suverenitu. Senátor Jinggoy Estrada označil film za zakázaný kvůli údajnému zahrnutí linie devíti čar; opoziční senátorka Risa Hontiveros vtipkovala „film je fikce, stejně jako linie devíti čár“ a navrhla přidat k filmu upozornění místo zákazu jeho uvedení. Senátor Robin Padilla, předseda senátního výboru pro hromadné sdělovací prostředky, navrhl, že filmoví producenti musí vypustit odkazy na linii devíti čar, jinak riskují zákaz filmu v zemi.
Dne 11. července Filipínská rada pro kontrolu a klasifikaci filmů a televize (MTRCB) dospěla k závěru, že neexistuje „žádný základ“ pro zákaz filmu, protože mapa byla jednoduše „kreslená“ a že neexistuje žádné jasné ani přímé vyobrazení linie devíti čar, protože čára ve filmu nebyla „ve tvaru U“ a měla „osm teček nebo čárek“ místo devíti. Rada udělila filmu hodnocení PG a umožnila jeho promítání v zemi, nicméně požádali Warner Bros., aby „rozmazali kontroverzní linie, aby se předešlo dalším nesprávným interpretacím“. Senátor Tolentino řekl, že respektuje rozhodnutí MTRCB, ale vyjádřil své zděšení nad tím, že se objevilo den před sedmým výročím filipínského vítězství v arbitráži nad linií devíti čar dne 12. července 2016. Film měl na Filipínách premiéru dne 19. července 2023.

### Reakce studia Warner Bros.
Studio Warner Bros., které film produkuje, se nechalo slyšet, že žádné speciální záměry za mapou zobrazenou v trailerech i filmu samotném nejsou. Konkrétní mapa má podle záměru tvůrců působit jako dětská „čmáranice“ znázorňující mapu světa z dětského pohledu.

### Pákistán
V Pákistánu byl film do kin uveden dne 21. července 2023. Pandžábský filmový cenzorský výbor (který se zabývá cenzurou v provincii Paňdžáb) a další regionální výbory povolily promítání filmu. Dne 22. července však pandžábský ministr informací a kultury Amir Mir využil své pravomoci k zastavení promítání filmu v provincii s tvrzením, že „[ukazuje] homosexualitu“. Tajemník pandžábského ministra informací Ali Nawaz Malik sdělil novinám Dawn, že film „byl odeslán do Dubaje k cenzuře.“ Dne 1. srpna byl udělen konečný souhlas s promítáním filmu v provincii.